# Lope Martín
Lope Martín (ein Mulatte aus Ayamonte, Huelva, Spanien) war der Steuermann der Patache San Lucas unter dem Kommando von Alonso de Arellano auf der Reise von Legazpi-Urdaneta zu den Philippinen.
Sie waren die ersten europäischen Entdecker, die eine Rundreise über den Pazifischen Ozean unternahmen. Sie segelten 1564 von Navidad an der Westküste Mexikos zu den Philippinen und kehrten 1565 nach Navidad zurück.